# 諾基亞X2
諾基亞X2是諾基亞生產的平板式智能手機，2014年6月24日發布。

## 規格
| 類型     | 智能手機                                                                |
| 手機規格 | 平板式                                                                  |
| 尺寸     | 高度：121.7（4.79英寸）；寬度：68.3（2.69英寸）；厚度：11.1（0.44英寸） |
| 重量     | 150.0克（5.29盎司）                                                     |
| 操作系统 | Android 4.3 JellyBean（Nokia X Platform）                               |
| 電池     | 1800 mAh                                                                |
| 顯示器   | 4.3英寸（110）                                                          |